# GM Family 0
Il nome GM Family 0 identifica una famiglia di motori a scoppio prodotti a partire dal 1997 dalla casa automobilistica tedesca Opel.

## Caratteristiche e versioni

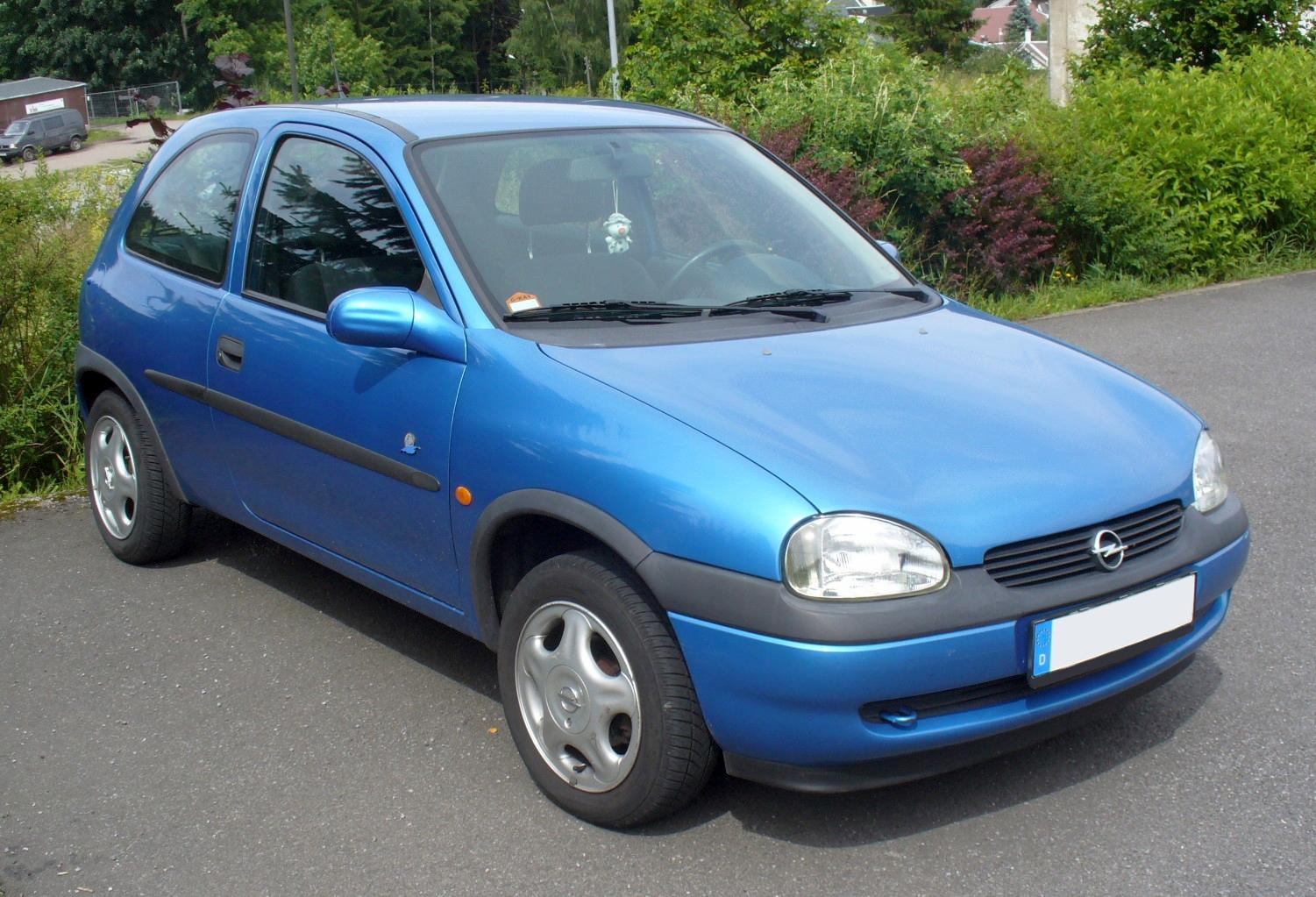
Le Opel Corsa B sono state tra le prime a montare motori Family 0

La famiglia di motori Family 0 è stata inaugurata nel 1997 con la nascita della nuova unità da un litro (1.000 cm³) cui fece seguito, l'anno seguente, una versione da 1.2 litri. Entrambe le unità motrici furono destinate ad equipaggiare i modelli di fascia bassa e medio-bassa delle gamme Opel e Vauxhall.

In seguito, tali motori origineranno una terza versione da 1.4 litri, la quale completerà la famiglia di motori Family 0.

I motori Family 0, prodotti nello stabilimento di Aspern, sono entrati immediatamente a far parte della grande famiglia di motori Ecotec, noti subito per le loro caratteristiche di bassi consumi e basse emissioni inquinanti. In particolare, i motori Family 0 costituiscono la famiglia di base dei motori Ecotec e più in generale dell'intera gamma motoristica Opel.

Tutti e tre questi motori hanno le seguenti caratteristiche in comune:
- basamento in ghisa;
- testata in lega di alluminio;
- distribuzione a doppio albero a camme in testa mossi da catena;
- testata di tipo crossflow a 4 valvole per cilindro;
- sensore di battito in testa;
- albero a gomiti su 5 supporti di banco.

Nel 2003, i motori Family 0 subiscono una profonda rivisitazione destinata ad introdurre in essi la tecnologia Twinport, consistente nell'adozione dei collettori di aspirazione a geometria variabile, tecnologia atta ad ottimizzare soprattutto l'erogazione della coppia motrice ed i consumi. Anche in termini di potenza massima vi sono stati comunque dei miglioramenti.

In genere si tratta di unità molto compatte e leggere. La maggior leggerezza rispetto alle precedenti unità di cilindrate analoghe è stata voluta per ridurre la massa dei motori stessi e quindi ridurne lo sforzo e perciò i consumi. Tra le altre caratteristiche di leggerezza tipiche di questi motori vi è anche l'adozione di assi a camme cavi. Infine il monoblocco è sì in ghisa, ma in un particolare tipo di ghisa, più leggera di quella tradizionale.

### Versione da 1 litro

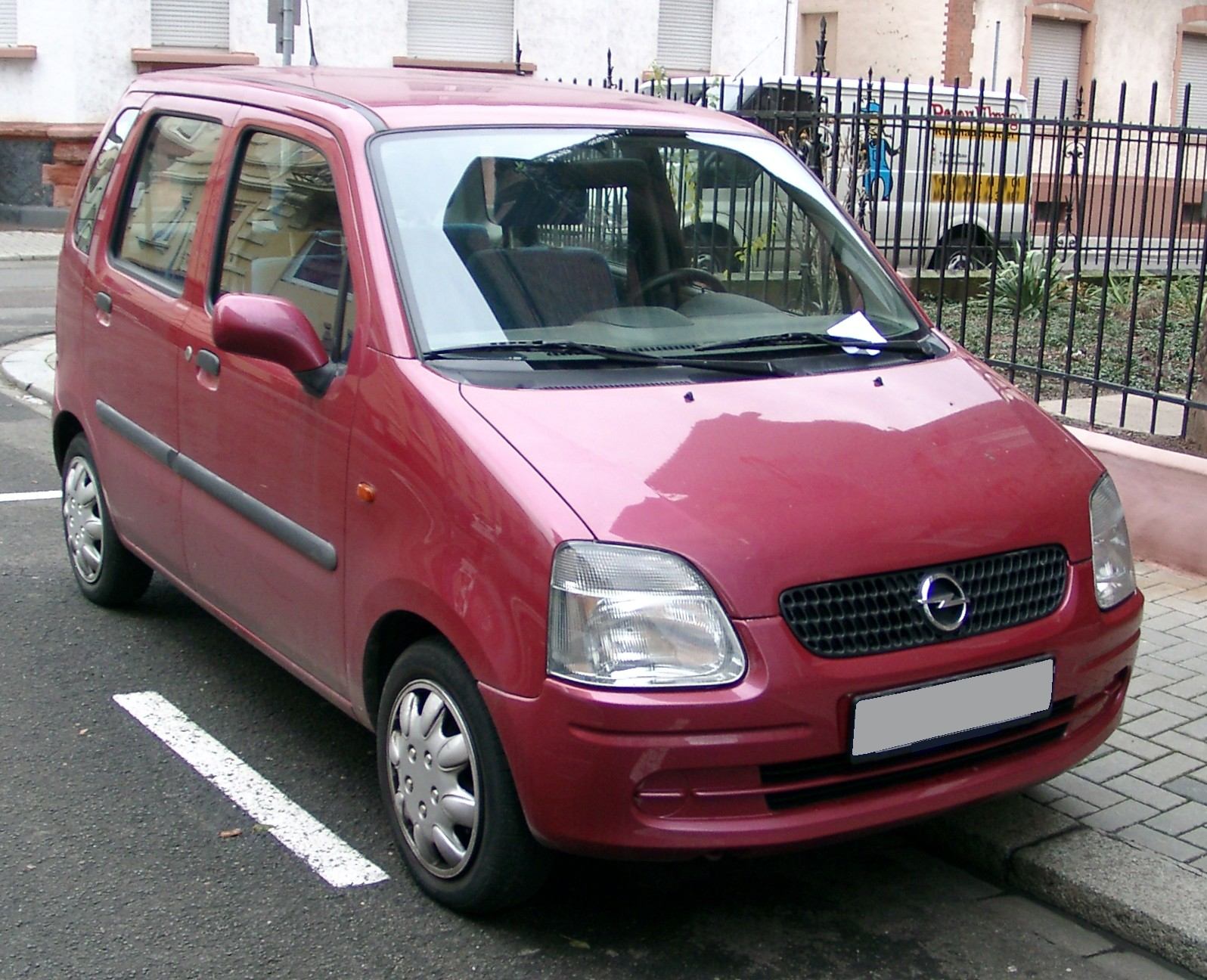
Le Opel Agila A di base sono un esempio di applicazione di motore Family 0 da 1 litro

La versione da 1 litro è stata la prima dei Family 0 ad esordire. Si tratta di un motore completamente nuovo: innanzitutto è l'unico della famiglia a soli tre cilindri in linea: gli altri due sono invece nella più consueta configurazione a quattro cilindri. Si tratta inoltre del primo tre cilindri Opel della storia.

Questo motore era caratterizzato inizialmente da misure di alesaggio e corsa pari a 72.5x78.6 mm, per una cilindrata totale di 973 cm³. Ma nel 2003, in occasione della rivisitazione generale che avrebbe portato la tecnologia Twinport anche su questi motori, il diametro dei cilindri ha conosciuto un lieve aumento, passando da 72.5 a 73.4 mm. A sua volta la cilindrata è così passata a 998 cm³. 

L'architettura di tipo sottoquadro ha permesso di privilegiare soprattutto l'erogazione della coppia motrice.

A partire dal 2008, questa unità da 1 litro è stata affiancata da un'altra unità di cubatura analoga, ma realizzata dalla giapponese Suzuki, anch'essa nell'orbita General Motors, anch'essa a tre cilindri, ma da 996 cm³ anziché 998. Quest'ultima unità motrice, appartenente ai motori Suzuki della Serie K, non va confusa con l'unità da 1 litro della famiglia Family 0.

Il motore Family 0 da 1 litro è stato proposto in quattro varianti, caratterizzate come segue.

#### X10XE
Questa sigla indica la prima variante da 1 litro in ordine cronologico. Tale unità motrice era in grado di soddisfare la normativa Euro 2 ed era caratterizzata da un rapporto di compressione pari a 10.1:1. L'alimentazione ad iniezione elettronica era gestita da una centralina Bosch Motronic M1.5.5. La potenza massima raggiungeva 54 CV a 5600 giri/min, mentre la coppia massima era di 82 Nm a 2800 giri/min.

Questo motore è stato montato solo sulle Opel Corsa B 1.0 12v (1997-2000).

#### Z10XE
Questo motore, evoluzione del precedente, se ne differenzia principalmente per la sua capacità di soddisfare la normativa Euro 4. È provvisto del sistema di ricircolo dei gas di scarico. Inoltre è anche leggermente più potente del 1.0 precedente, con i suoi 58 CV a 5600 giri/min, e leggermente più ricco di coppia con 85 N·m a 3800 giri/min. Questo motore ha equipaggiato i seguenti modelli:
- Opel Corsa C 1.0 12v Eco (2000-03);
- Opel Agila A 1.0 12v (2000-03).

#### Z10XEP
Questo motore è il 1.0 Family 0 dotato di tecnologia Twinport con collettore di aspirazione a geometria variabile. Anche in questo caso è presente il ricircolo dei gas di scarico, mentre il rapporto di compressione è stato innalzato a 10.5:1, con conseguente aumento della potenza massima a 60 CV a 5600 giri/min. La coppia massima, invece, è rimasta invariata rispetto all'unità Z10XE. Questo motore è stato montato su:
- Opel Corsa C 1.0 12v Eco (2003-06);
- Opel Corsa D 1.0 12v (2006-10);
- Opel Agila A 1.0 12v (2003-07).

#### A10XEP
Dal mese di aprile del 2010, la Opel Corsa 1.0 12v ha beneficiato di un incremento di potenza che ha portato il piccolo propulsore ad erogare 65 CV a 5300 giri/min, con un picco di coppia pari a 90 N·m a 4000 giri/min. Furono apportate inoltre alcune migliorie atte a soddisfare la normativa Euro 5, per cui tale motore prese la sigla A10XEP. La Corsa equipaggiata con il motore A10XEP è stata prodotta fino all'autunno del 2014.

### Versioni da 1.2 litri

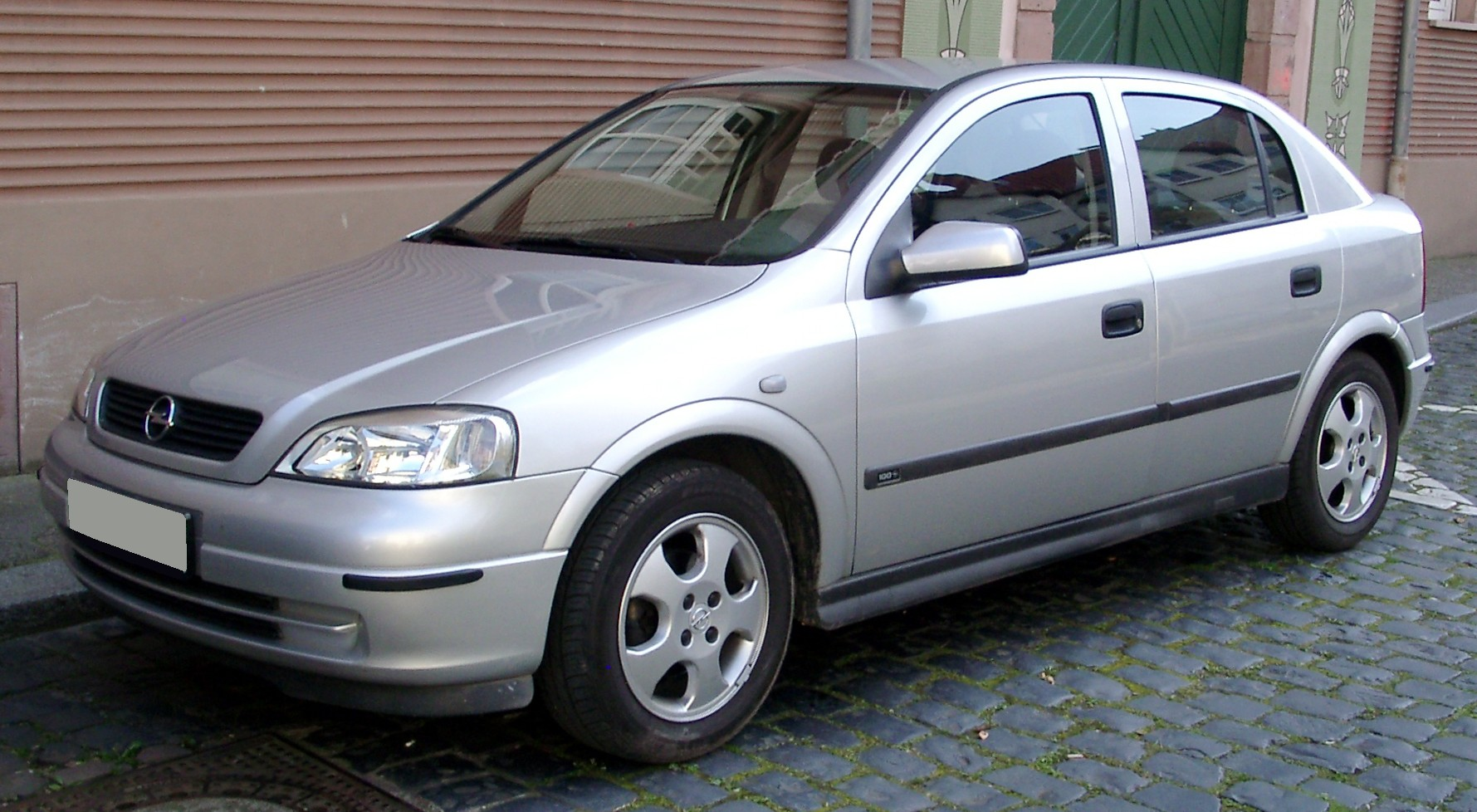
Anche l'Astra G, modello Opel di fascia medio-bassa, montava il 1.2 Family 0

La versione da 1.2 litri è stata introdotta nel marzo 1998. Rispetto alla versione da 1 litro cambia l'architettura generale, stavolta a quattro cilindri in linea anziché tre, ma le caratteristiche dimensionali sono derivate direttamente da quelle dell'unità motrice più piccola. La corsa è stata accorciata di 6 mm, passando da 78.6 a 72.6, mentre l'alesaggio è rimasto fermo a quota 72.5 mm. Si tratta quindi di un motore quasi perfettamente quadro, la cui cilindrata, nonostante la corsa accorciata, cresce a 1199 cm³ grazie alla presenza del quarto cilindro.

Nel 2004 il 1.2 Family 0 ha subito una profonda rivisitazione, come è successo anche al Family 0 da 1 litro. Anche in questo caso, come nel 1.0, l'alesaggio è stato portato da 72.5 a 73.4 mm, così da far aumentare la cilindrata a 1229 cm³. Ma l'aggiornamento più rilevante è stato quello dell'adozione dei collettori di aspirazione a geometria variabile. 

Un'altra analogia con il 1.0 Family 0 sta nel fatto che durante il 2008 è stato anch'esso affiancato da un motore Suzuki di cubatura analoga ed anche quest'ultimo faceva parte dei motori Suzuki della Serie K.

Nel complesso, il 1.2 Family 0 è stato anch'esso proposto in tre varianti, le cui caratteristiche sono illustrate di seguito.

#### X12XE
Questo è il primo 1.2 Family 0 in ordine cronologico. Questa unità vanta un'efficienza termodinamica notevole rispetto al precedente 1.2 della famiglia OHC Four. Grazie a tale caratteristica, si è potuto ottenere una riduzione dei consumi stimata tra il 2 ed il 5%, ma nello stesso tempo si è ottenuto anche un notevole incremento prestazionale. Grazie ad un rapporto di compressione pari a 10.1:1 e ad una centralina elettronica Bosch relativamente sofisticata per il tipo di vettura e per l'epoca, la potenza massima passava dai 45 CV del precedente 1.2 monoalbero a ben 65 CV a 5600 giri/min. Quanto alla coppia motrice, il suo valore massimo toccava 110 N·m a 4000 giri/min. 

Questo motore seguiva la normativa Euro 2 ed è stato montato su:
- Opel Corsa B 1.2 16v (1998-2000);
- Opel Astra G 1.2 16v, solo berlina 3 e 5 porte e SW (1998-2000).

#### Z12XE
È l'evoluzione dell'unità X12XE avente tutta una serie di accorgimenti volti ad aumentarne le prestazioni, ma nel contempo a rispettare la più severa normativa antinquinamento Euro 4.

Questo motore monta il sistema di ricircolo dei gas di scarico ed è stato perfezionato dal punto di vista prestazionale. Il rapporto di compressione è rimasto invariato rispetto al motore X12XE, e così pure il picco di coppia, ma la potenza è stata portata a 75 CV a 5600 giri/min. Questo motore è stato montato su:
- Opel Agila A 1.2 16v (2000-04);
- Opel Corsa C 1.2 16v (2000-04);
- Opel Astra G 1.2 16v, solo berlina 3 e 5 porte e SW (2000-03).

#### Z12XEP
È l'evoluzione con tecnologia Twinport del 1.2 Family 0 Euro 4. Questo motore, introdotto nel 2004, è caratterizzato da un rapporto di compressione più alto di quello dei precedenti 1.2 Family 0 e pari a 10.5:1. La potenza massima sale così ad 80 CV a 5600 giri/min. Sempre invariata la coppia massima (110 N·m a 4000 giri/min).

Questo motore è stato montato su:
- Opel Agila A 1.2 16v (2004-07);
- Opel Corsa C 1.2 16v (2004-06);
- Opel Corsa D 1.2 16v (2006-14).

#### A12XER
Dall'aprile 2010, la Opel Corsa D, nella versione 1.2 16v, ha visto la sua potenza passare da 80 ad 85 CV a 5600 giri/min, ed anche la coppia massima ha conosciuto un lieve incremento, passando a 114 Nm a 4000 giri/min. Si diede così luogo al motore A12XER, che rispettava la normativa Euro 5. In seguito, tale motore sarebbe stato montato anche sulla Chevrolet Aveo 1.2 (dal 2011).

#### A12XEL e B12XEL
Questa variante è omologata Euro 5 e viene quindi commercializzata con il logo EcoFlex: è meno potente di quasi tutti gli altri 1.2 della stessa famiglia (tranne il primo 1.2 X12XE), visto che la sua potenza massima raggiunge solo 70 CV a 6000 giri/min a fronte di una coppia massima di 115 Nm a 3000 giri/min. Questo motore viene montato sotto il cofano di:
- Chevrolet Aveo 1.2 70cv (dal 2011, non per l'Italia);
- Opel Adam 1.2 16v (12/2012-05/2019).

La versione omologata Euro 6 prende invece la sigla B12XEL: qui la coppia massima rimane invariata, ma diviene disponibile ad un regime più alto, pari a 4000 giri/min. Tale motore è stato montato sulla Opel Corsa E 1.2 (11/2014-06/2019).

#### Altre varianti
Nel 2009 è stata introdotta la Corsa GPL, equipaggiata con una versione bi-fuel benzina/GPL del 1.2 Family 0. In questo caso la potenza massima accusa un leggero calo, e raggiunge così 78 CV a 5600 giri/min (in modalità a gas), con una coppia massima anch'essa diminuita, da 115 a 105 Nm a 4000 giri/min. Dal 2011, tali valori saliranno rispettivamente ad 83 CV e 110 Nm (sempre in modalità a gas).

### Versioni da 1.4 litri

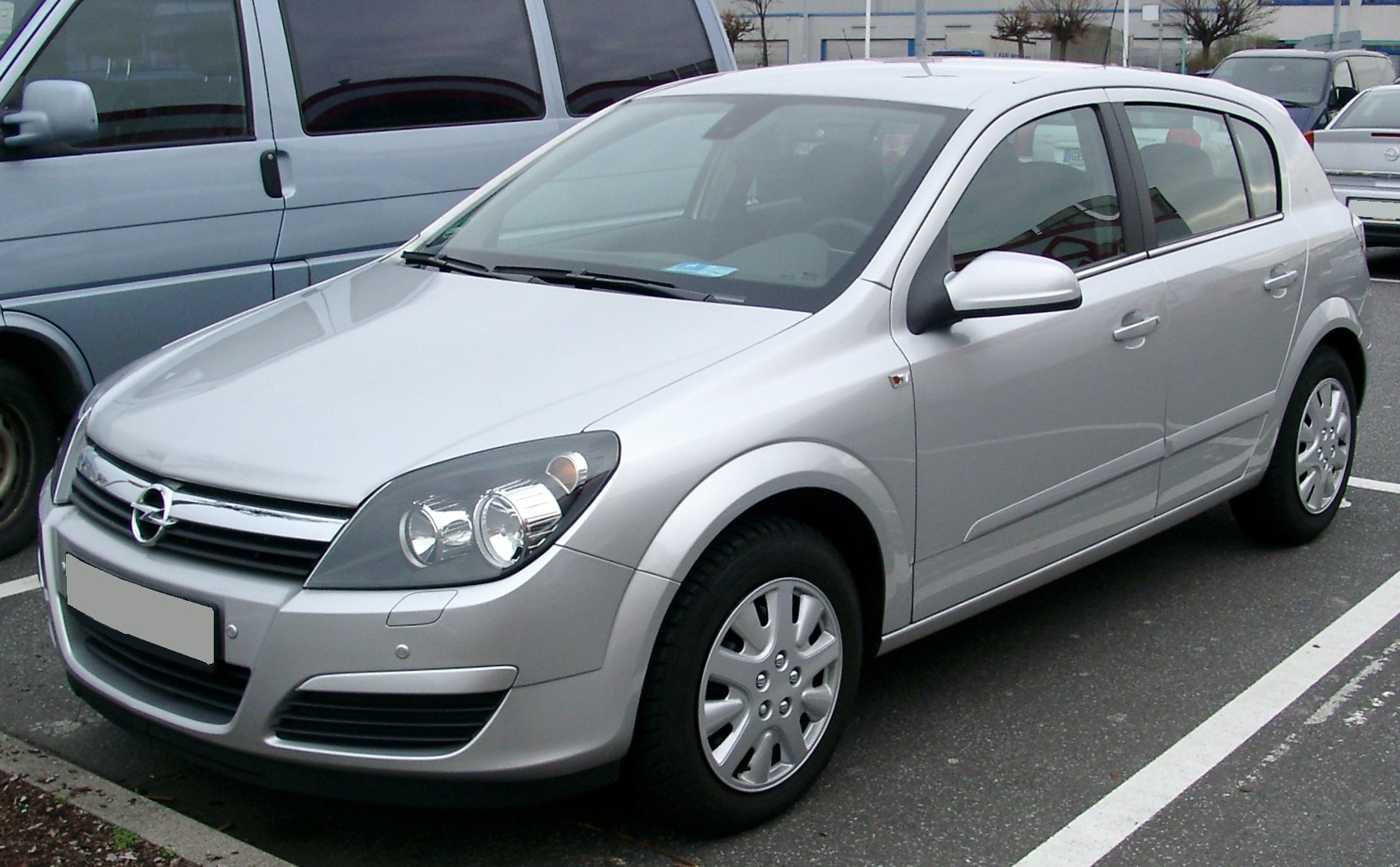
Il 1.4 Family 0 è stato montato anche sull'Astra H

#### Caratteristiche
Come già sottolineato più volte, il 2003 è stato un anno chiave nella storia dei motori Family 0: la gamma ha subito una decisa rivoluzione soprattutto per l'introduzione della tecnologia Twinport, ma non solo: nello stesso anno una nuova versione è entrata a far parte della famiglia. Si tratta del 1,4 Family 0, un motore proposto in realtà in più versioni.

Inizialmente la sua cilindrata era di 1364 cm³, ottenuta grazie alle sue misure di alesaggio e corsa (73.4x80.6 mm). Essendo nato nel 2003, questo 1.4 ha subito integrato la tecnologia Twinport e soddisfaceva la normativa Euro 4, ma in seguito, con l'avvento della normativa Euro 5, tale motore verrà adattato anche a rispettare la nuova e più severa specifica.

Ma nel 2009 questo motore viene presentato in una nuova veste, che viene tra l'altro inclusa tra i motori Ecoflex, e diviene di fatto il primo motore a benzina a far parte di quest'ultima famiglia. Questo nuovo 1.4 Family 0 differisce dal primo per la corsa aumentata di 2 mm (82.6 mm), caratteristica che ne porta la cilindrata complessiva a 1398 cm³. Tale aumento di cilindrata ha fatto parte di un più vasto programma di aggiornamento a questo motore, programma volto a limitarne ulteriormente le emissioni inquinanti ed i consumi.

Inoltre, da quest'ultima versione è stata derivata una variante turbocompressa (l'unico motore Family 0 sovralimentato), sempre da 1364 cm³ come all'inizio, ma la cui cilindrata è ottenuta diversamente, diminuendo l'alesaggio (passato da 73.4 a 72.5 mm) della versione da 1398 cm³.
Il 1.4 Family 0 viene prodotto in due varianti aspirate ed una turbocompressa. Tra le varianti aspirate, una è quella di gran lunga più diffusa, mentre l'altra è riservata sola mente al mercato austriaco.
La variante sovralimentata entra regolarmente in produzione solo molto più avanti, dal gennaio del 2010 e con i suoi 140 CV di potenza massima, va a sostituire la ugualmente prestante unità Family I da 1.8 litri, nell'ottica di un processo di downsizing motoristico che ha caratterizzato gran parte della produzione automobilistica mondiale a partire dalla fine degli anni 2000. Il 1.4 turbo di questa famiglia di motori monta anche la distribuzione a fasatura variabile ed è disponibile a richiesta con alimentazione ad iniezione diretta. In quest'ultimo caso, questo motore è in grado di funzionare in modalità HCCI (Homogeneous charge compression ignition), cioè ad accensione spontanea, come se fosse un diesel.

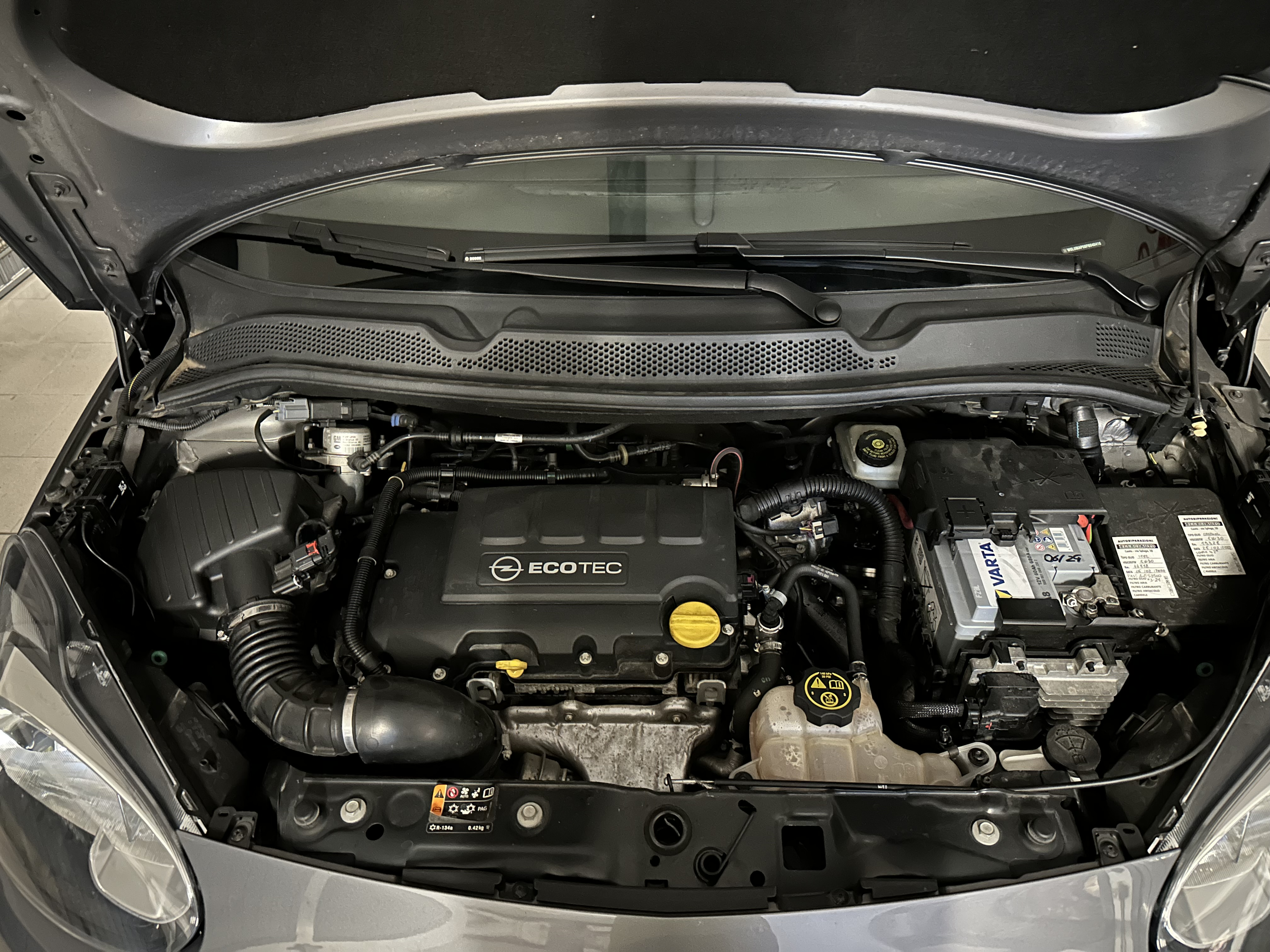
Motore 1.4 turbo "Family 0" installato su un'Adam S

Una nuova variante da 63 kW/86CV del Family 0 aspirato da 1398cc viene montata sulla vettura ibrida Chevrolet Volt/Opel Ampera, in accoppiamento ad un motore elettrico da 111 kW. Tale vettura, già sul mercato negli USA come Chevrolet Volt, è entrata a listino in Europa e Oceania come Opel-Vauxhall-Holden Ampera a partire dall'inizio del 2012.

#### Riepilogo applicazioni
Di seguito vengono mostrate le diverse varianti del 1.4 Family 0, le loro caratteristiche e le loro applicazioni:
| Motore                               | Alesaggio x corsa | Cilindrata cm³ | Rapporto di compressione | Potenza CV/rpm                         | Coppia Nm/rpm                                | Applicazioni                                                    | Anni di produzione |
| ------------------------------------ | ----------------- | -------------- | ------------------------ | -------------------------------------- | -------------------------------------------- | --------------------------------------------------------------- | ------------------ |
| Z14XEP                               | 73.4x80.6         | 1364           | 10.5                     | 90/5600                                | 125/4000                                     | Opel Corsa D 1.4 16v                                            | 2006-10            |
| Z14XEP                               | 73.4x80.6         | 1364           | 10.5                     | 90/5600                                | 125/4000                                     | Opel Combo C 1.4i 16v                                           | 2003-10            |
| Z14XEP                               | 73.4x80.6         | 1364           | 10.5                     | 90/5600                                | 125/4000                                     | Opel Astra H 1.4 16v                                            | 2004-10            |
| Z14XEP                               | 73.4x80.6         | 1364           | 10.5                     | 90/5600                                | 125/4000                                     | Opel Meriva A 1.4 16v                                           | 2004-10            |
| Z14XEP                               | 73.4x80.6         | 1364           | 10.5                     | 90/5600                                | 125/4000                                     | Opel Tigra Twintop 1.4 16v                                      | 2004-09            |
| Z14XEL Solo mercato austriaco        | 73.4x80.6         | 1364           | -                        | 75/5200                                | 120/3800                                     | Opel Astra H 1.4 16v                                            | -                  |
| A14XEL (non per il mercato italiano) | 73.4x82.6         | 1398           | 10.5                     | 87/5600                                | 130/4000                                     | Opel Astra J 1.4 16v 87CV                                       | 2010-13            |
| A14XEL                               | 73.4x82.6         | 1398           | 10.5                     | 87/5600                                | 130/4000                                     | Opel Adam 1.4 16v 87cv                                          | 12/2012-05/2019    |
| B14XEL                               | 73.4x82.6         | 1398           | 10.5                     | 90/6000                                | 130/4000                                     | Opel Corsa E 1.4                                                | dall'11/2014       |
| A14XER                               | 73.4x82.6         | 1398           | 10.5                     | 101/6000                               | 130/4000                                     | Opel Astra J 1.4 16v 100CV                                      | 12/2009-08/2015    |
| A14XER                               | 73.4x82.6         | 1398           | 10.5                     | 101/6000                               | 130/4000                                     | Opel Adam 1.4 16v 100cv                                         | 12/2012-05/2019    |
| A14XER                               | 73.4x82.6         | 1398           | 10.5                     | 101/6000                               | 130/4000                                     | Opel Corsa D 1.4 16v                                            | 2010-14            |
| A14XER                               | 73.4x82.6         | 1398           | 10.5                     | 101/6000                               | 130/4000                                     | Opel Meriva B 1.4 16v Opel Meriva B 1.4 16v Start&Stop          | 2010-17            |
| A14NEL (non per il mercato italiano) | 72.5x82.6         | 1364           | 9.5                      | 100/ 3500-6000                         | 200/ 1850-3500                               | Opel Corsa E 1.4 Turbo 100cv                                    | 11/2014-06/2019    |
| A14NEL/B14NEL                        | 72.5x82.6         | 1364           | 9.5                      | 120/ 4800-6000                         | 175/ 1750-4800                               | Opel Corsa D 1.4 Turbo (non per l'Italia)                       | 2012-14            |
| A14NEL/B14NEL                        | 72.5x82.6         | 1364           | 9.5                      | 120/ 4800-6000                         | 175/ 1750-4800                               | Opel Meriva B 1.4 Turbo 120CV Opel Meriva B 1.4 Turbo GPL 120CV | 2010-17            |
| A14NEL/B14NEL                        | 72.5x82.6         | 1364           | 9.5                      | 120/ 4800-6000                         | 175/ 1750-4800                               | Opel Astra J 5p 1.4 Turbo (120CV)                               | 2009-14            |
| A14NEL/B14NEL                        | 72.5x82.6         | 1364           | 9.5                      | 120/ 4800-6000                         | 175/ 1750-4800                               | Opel Astra J SW 1.4 Turbo (120CV)                               | 2010-14            |
| A14NEL/B14NEL                        | 72.5x82.6         | 1364           | 9.5                      | 120/ 4800-6000                         | 175/ 1750-4800                               | Opel Astra J GTC 1.4 Turbo (120CV)                              | 2011-14            |
| A14NEL/B14NEL                        | 72.5x82.6         | 1364           | 9.5                      | 120/ 4800-6000                         | 175/ 1750-4800                               | Opel Zafira Tourer 1.4 Turbo 120CV                              | 2011-18            |
| A14NEL/B14NEL                        | 72.5x82.6         | 1364           | 9.5                      | 120/ 4200-6000                         | 200/ 1850-4200                               | Opel Cascada 1.4 Turbo                                          | 2013-18            |
| D14NEL                               | 72.5x82.6         | 1364           | 9.5                      | 120/ 4800-6000                         | 175/ 2000-2250                               | Opel Mokka X 1.4 Turbo                                          | dal 2018           |
| A14NET                               | 72.5x82.6         | 1364           | 9.5                      | 140/ 4900-6000                         | 200/ 1850-4900                               | Opel Meriva B 1.4 Turbo 140CV                                   | 2010-17            |
| A14NET                               | 72.5x82.6         | 1364           | 9.5                      | 140/ 4900-6000                         | 200/ 1850-4900                               | Opel Astra J 5p 1.4 Turbo (140CV)                               | 12/2009-08/2015    |
| A14NET                               | 72.5x82.6         | 1364           | 9.5                      | 140/ 4900-6000                         | 200/ 1850-4900                               | Opel Astra J Sedan 1.4 Turbo                                    | 09/2012-10/2018    |
| A14NET                               | 72.5x82.6         | 1364           | 9.5                      | 140/ 4900-6000                         | 200/ 1850-4900                               | Opel Astra J SW 1.4 Turbo (140CV)                               | 11/2010-12/2015    |
| A14NET                               | 72.5x82.6         | 1364           | 9.5                      | 140/ 4900-6000                         | 200/ 1850-4900                               | Opel Astra J GTC 1.4 Turbo                                      | 09/2011-10/2018    |
| A14NET                               | 72.5x82.6         | 1364           | 9.5                      | 140/ 4900-6000                         | 200/ 1850-4900                               | Opel Zafira Tourer 1.4 Turbo                                    | 2011-18            |
| A14NET                               | 72.5x82.6         | 1364           | 9.5                      | 140/ 4900-6000                         | 200/ 1850-4900                               | Opel Cascada 1.4 Turbo Stop&Start                               | 2013-18            |
| A14NET                               | 72.5x82.6         | 1364           | 9.5                      | 140/ 4900-6000                         | 200/ 1850-4900                               | Opel Insignia 1.4 Turbo                                         | 2011-17            |
| A14NET                               | 72.5x82.6         | 1364           | 9.5                      | 140/ 4900-6000                         | 200/ 1850-4900                               | Opel Mokka 1.4 Turbo                                            | 2012-16            |
| A14NET                               | 72.5x82.6         | 1364           | 9.5                      | 140/ 4900-6000                         | 200/ 1850-4900                               | Opel Mokka X 1.4 Turbo (140cv)                                  | 2016-19            |
| A14NET                               | 72.5x82.6         | 1364           | 9.5                      | 140/ 4900-6000                         | 200/ 1850-4900                               | Chevrolet Trax 1.4 Turbo 4x4                                    | dal 2013           |
| B14NEJ                               | 72.5x82.6         | 1364           | 9.5                      | 100/ 3500-6000                         | 200/ 1850-3500                               | Opel Corsa E 1.4 Turbo                                          | dall'11/2014       |
| B14NEH                               | 72.5x82.6         | 1364           | 9.5                      | 150/ 4900-5500                         | 220/ 2750-4500                               | Opel Adam S 1.4 T                                               | 11/2014-05/2019    |
| B14NEH                               | 72.5x82.6         | 1364           | 9.5                      | 150/ 4900-5500                         | 220/ 2750-4500                               | Opel Corsa E 1.4 Turbo S/GSi                                    | 08/2015-06/2019    |
| A14XFL (termico) 4ET50 (elettrico)   | 73.4x82.6         | 1398           | 10.5                     | 86/4800 (termico) 150/5000 (elettrico) | 126/4250 (termico) 370/2500-2800 (elettrico) | Chevrolet Volt/Opel Ampera                                      | 2011-15            |

Le applicazioni bi-fuel del 1.4 Turbo A14NEL/NET in vendita con la dicitura GPL-Tech sono vetture con il motore della versione benzina e con l'impianto gpl installato dalla Casa nello stabilimento Opel-OSV di Rüsselsheim. Il codice motore con cui vengono registrate sul libretto di circolazione queste vetture rimane invariato.